# Jaume Cervera i Sisó
Jaume Cervera i Sisó (Montcada i Reixac, 8 de juny de 1908 - Barcelona, 22 de maig de 2007) fou un futbolista català de la dècada de 1930.

## Trajectòria
Jugava a la posició d'extrem. Passà la major part de la seva carrera al CD Montcada, on jugà entre 1928 i 1935. Després jugà al FC Mollet durant dues temporades. Fitxà pel FC Barcelona l'any 1938, amb 29 anys. Debutà el 29 de maig de 1938 davant el FC Gràcia, on marcà un hat trick. El seu debut oficial fou enfront del FC Martinenc, a la Lliga Catalana, competició de la qual es proclamà campió.

## Palmarès
- Lliga Catalana de Futbol:
  - 1937-38